# Jules Boucherit
Jules Boucherit   (Morlaix, 29 de març de 1877 - 16è districte de París, 1 d'abril de 1962) fou un violinista francès.

## Biografia
Deixeble de Jules Garcin al Conservatori Nacional de Música de París, el 1892 va guanyar el primer premi del conservatori i va tocar al costat de Jacques Thibaud al Concerts Colonne. Des del 1915, va tocar en un trio amb el pianista Maurice Dumesnil i el violoncel·lista André Hekking.
Durant l'ocupació, va amagar joves músics jueus a casa de Magda Tagliaferro a Bourron-Marlotte.
El 1956 es va casar amb la seva antiga alumna Denise Soriano (1916-2006), qui va rebre en nom seu, el desembre de 1994, la medalla dels Justos atorgada pòstumament a Jules Boucherit pel Comitè per a Yad Vashem de Jerusalem.
Jules Boucherit va tenir molts estudiants que esdevingueren famosos, com ara Manuel Quiroga Losada, Ginette Neveu, Michel Schwalbé, Manuel Rosenthal, el gran violinista de jazz Michel Warlop, Charles Cyroulnik, Giorgio Ciompi (fundador del Quartet Ciompi), Ivry Gitlis, Michèle Boussinot, Michèle Auclair, Devy Erlih, Alban Perring, Janine Andrade, Jacques Dejean, Serge Blanc, Lola Bobesco, Henri Temianka, Denise Soriano, Yvonne Lephay-Belthoise i el gran director i compositor Jean Martinon.
Entre 1926 i 1962, va viure al número 8 del carrer dels Marronniers (districte 16è de París). Una placa l’homenatja.
Està enterrat al cementiri parisenc de Bagneux (divisió 78).